# Мост на независимите листи
Мост на независимите листи (на хърватски: Most nezavisnih lista) е центристка либерална политическа партия в Хърватия.
Създадена е през 2012 година от кмета на Меткович Божо Петров, като обща платформа на дотогава независими местни кандидати. През 2015 година участва на националните избори и получава 13% от гласовете и 19 от 151 места в парламента, а през 2016 година – 10% от гласовете и 13 депутатски места.